# Isaac Kapetas
Isaac Kapetas (1942, Larissa, Grèce) est un rabbin français, originaire de Grèce, qui devient le Grand-rabbin de Vincennes (Val-de-Marne).

## Éléments biographiques
Isaac Kapetas est né en 1942 à Larissa, Grèce.
Il arrive en France en 1961 pour faire ses études de rabbinat au Séminaire israélite de France à Paris. Il poursuit des études de doctorat.
Il étudie à la Yeshiva Cheerit Yossef  à Beer Yaaqov  en Israël  dirigée par le rabbin Nissim Toledano.
Il devient le Grand-rabbin de Vincennes.
Il témoigne sur la Shoah en Grèce,.
En septembre 2006, Isaac Kapetas reçoit la médaille de Chevalier de la Légion d'honneur des mains du Grand-rabbin de France Joseph Sitruk
Il est directeur de l'École Ohel Barouch de Vincennes. 
Le 9 janvier 2015, lors de la Prise d'otages du magasin Hyper Cacher de la porte de Vincennes, le rabbin Isaac Kapetas est directement concerné des conséquences pour son école de Vincennes et en tant que Grand-rabbin de Vincennes.
Marié a Hanna Toledano originaire de Meknes nièce du rabbin Rephael Baroukh Toledano.

## Œuvres
- Seul auteur:
  - Les chemins de la joie: Dinim et pratiques de la vie juive à l'usage des communautés ashkénaze et séfarade. Paris: Les Éditions Polyglottes, 2002

- En collaboration:
  - Isaac Kapetas et l'équipe pédagogique de l'école Ohel Baruch, Darkey Simhah. Dictionnaire imagé. Préface de Joseph Sitruk, Grand-rabbin de France. Vincennes/Paris: Alliance israélite universelle, 1998[7],[8]

- Traduction:
  - Abrégé du Choulhane 'Aroukh de Joseph Caro. Contient Yossef da'at (les observations et annotations signalant les usages séfarades de rav Abraham Abraham). Traduction par le rabbin Isaac Kapetas. Paris: Éditions Colbo, 1998[9]